# Білецька Наталія Олександрівна
Ната́лія Олекса́ндрівна Біле́цька (24 грудня 1981, Миколаїв) — поетеса. Член НСПУ з 2003 року.

## Життєпис
Народилася 24 грудня 1981 р. в м. Миколаєві.
У 2004 році закінчила філологічний факультет Миколаївського державного університету ім. В. О. Сухомлинського. З 2004—2008 рр. навчалась в аспірантурі Миколаївського державного університету ім. В. О. Сухомлинського (спеціалізація: українська література).
У 2016 році отримала ступінь магістра з міжнародного маркетингу в Міжрегіональній академії управління персоналом.
Нині — аспірант Інституту літератури ім. Т. Г. Шевченка НАН України.
Переможниця Міжнародного конкурсу «Гранослов».

## Творчість
Авторка збірки поезій «З літопису лимарської зорі» (2003), «Друга ріка» (2005). Автор близько 30 публікацій в літературно-художніх та наукових виданнях.

## Нагороди
2001—2003 рр. — щомісячна іменна стипендія від Президента України (при МДУ ім. В. О. Сухомлинського).
2001—2006 рр. — іменна стипендія від українсько-американського видавництва «Смолоскип» (Київ).
2001 р. — переможниця обласного літературного конкурсу «Золота арфа» (жанр: поезія, м. Миколаїв).
2001 р. — переможниця всеукраїнської програми «Нові імена України» від Українського Фонду Культури (жанр: поезія, м. Київ).
2001 р. — дипломант Міжнародного літературного конкурсу «Гранослов» (Київ, Національна Спілка письменників України).
2002 р. — лауреат Міжнародного літературного конкурсу «Гранослов» (Київ, НСПУ, щорічний міжнародний конкурс кращих творів молодих українських літераторів, органiзатором якого є Національна спілка письменників України).
2004 р. — лауреат Всеукраїнської літературної премії «Привітання життя» ім. Б.-І. Антонича (м. Львів, 2006, видавництво «Каменяр»).
2006 р. — переможниця поетичного конкурсу від літературного сайту «Поетичні майстерні. Самвидав» (м. Львів).
2007 р. — лауреат Всеукраїнського літературного конкурсу «Витоки» (жанр: поетична творчість, Острозька Академія).